# James Hall (rugby à XV, 1996)
Pour l’article homonyme, voir James Hall.

a Compétitions nationales et continentales officielles uniquement.

b Matchs officiels uniquement.
Dernière mise à jour le 6 août 2025.
James Hall, né le 2 janvier 1996 à Durban (Afrique du Sud), est un joueur sud-africain de rugby à XV. Il évolue au poste de demi de mêlée à l'USA Perpignan en Top 14.

## Biographie

### Début de carrière en Afrique du Sud (jusqu'en 2016)
James Hall commence à jouer au rugby à XV à l'âge de huit ans dans sa ville natale, en suivant l'exemple de son oncle, ancien joueur professionnel. Son père Anthony a, quant à lui, été un joueur de cricket de haut niveau.
Il représente la province des Natal Sharks dès 2009, disputant la Craven Week dans la catégorie des moins de 13 ans,.
Scolarisé au Kearsney College (en), il joue pour l'équipe de rugby de l'établissement, côtoyant notamment Tristan Tedder qui deviendra un ami proche, et avec qui il forme régulièrement la charnière,. Avec cette équipe, il inscrit en 2014 une pénalité à la distance exceptionnelle de 62 m, qui est très médiatisée,. Toujours en 2014, il dispute à nouveau la Craven Week avec les Natal Sharks, cette fois dans la catégorie des moins de 18 ans.
Il rejoint en 2014 l'équipe des moins de 19 ans des Eastern Province Kings, disputant le championnat provincial junior. Il fait partie de l'équipe qui remporte le championnat l'année suivante, après une finale gagnée face aux Blue Bulls,.
En décembre 2015, il est annoncé faire partie de l'effectif des Southern Kings pour la saison 2016 de Super Rugby. Il joue son premier match professionnel le 9 avril 2016 contre les Bulls. Il joue sept matchs avec son équipe lors de la saison, et inscrit deux essais.
Il est sélectionné avec l'équipe d'Afrique du Sud en mai 2016, pour disputer le Championnat du monde junior en Angleterre. Il dispute cinq matchs du tournoi, dont deux titularisations. Son équipe termine à la quatrième place, après une défaite face à l'Angleterre en demi-finale, puis face à l'Argentine en petite finale,.

### Découverte du rugby français avec Oyonnax (2016-2019)
En juin 2016, James Hall s'engage pour une saison avec le club français de l'US Oyonnax, devant initialement retourner jouer avec les Southern Kings en 2017,. Son arrivée au sein du club de l'Ain se fait sur les conseils de son ancien coéquipier aux Kings Steven Sykes. Il rejoint une équipe qui vient d'être reléguée en Pro D2 et qui, au poste de demi de mêlée, a perdu récemment Piri Weepu et Julien Blanc, mais recruté Jérémy Gondrand,.
Il fait ses débuts avec son nouveau club dès la première journée de la saison, face à Soyaux Angoulême. Il s'impose rapidement au sein de l'effectif oyonnaxien, à la suite de bonnes performances. Au début de l'année 2017 il décide de ne pas retourner en Afrique du Sud, où il est attendu par son ancienne équipe, et prolonge avec Oyonnax pour deux saisons supplémentaires, soit jusqu'en 2019,. Auteur d'une saison pleine, il participe au bon parcours de l'USO lors de la saison 2016-2017, qui se voit être sacrée championne de France, et qui accède donc au Top 14.
Pour sa première saison dans l'élite française, il continue d'avoir un temps de jeu important (26 matchs disputés), malgré le recrutement de Julien Audy à son poste,. À la fin de la saison, il est titulaire lors du match de barrage pour le maintien, que son équipe perd face au FC Grenoble, actant ainsi le retour d'Oyonnax en Pro D2,. Malgré la relégation de son club, il décide de prolonger une nouvelle fois son engagement, cette fois jusqu'en 2021. Sa troisième saison avec Oyonnax est du même acabit que les premières, il dispute la majorité des matchs de son équipe comme titulaire. Il est cependant remplaçant lors de la demi finale que son club perd face à l'Aviron bayonnais,.

### Passage en Île-de-France (2019-2024)
Alors qu'il lui reste encore deux ans de contrat avec Oyonnax, James Hall décide en 2019 de s'engager pour deux saisons avec le Stade français Paris à l'orée de la saison 2019-2020 de Top 14,. Il rejoint alors un club entrainé par son compatriote Heyneke Meyer, et son arrivée fait suite au départ de Piet van Zyl. Peu utilisé au début de sa première saison, il ne s'impose qu'à partir du mois de décembre,. Toutefois, la saison est arrêtée au mois de mars, à la suite de la pandémie de Covid-19.
Lors des deux saisons suivantes, il est régulièrement utilisé par le club parisien, se partageant le poste de demi de mêlée essentiellement avec Arthur Coville. Il voit ainsi son contrat prolongé en octobre 2020, pour une saison supplémentaire. L'arrivée du vétéran français Morgan Parra en 2022 change toutefois la donne, et il est nettement moins utilisé lors de sa dernière saison au Stade français,.
Il quitte le Stade français en 2023, et rejoint le club rival du Racing 92 pour une saison,. Il retrouve alors son ami d'enfance Tristan Tedder. Il ne fait que trois apparitions avec le club francilien, gêné par plusieurs problèmes physiques, qui culminent par une rupture des ligaments croisés subie en janvier 2024, qui met un terme prématuré à sa saison,.

### Relance avec Perpignan (depuis 2024)
Non conservé au Racing, James Hall signe un contrat d'une saison avec l'USA Perpignan à l'intersaison 2024. Remis de sa blessure au genou en octobre, il débute avec l'USAP lors d'un match face à son ancienne équipe du Racing,. Avec sa nouvelle équipe, il retrouve rapidement un temps de jeu conséquent, et voit son contrat prolongé jusqu'en 2026,. En fin de saison, alors que son club a terminé à la treizième place du classement, il profite de la blessure de Tom Ecochard pour être titularisé lors du match de barrage pour le maintien en Top 14 face au FC Grenoble,. Le club catalan remporte la rencontre sur le score de 13 à 11, et se maintient en Top 14.

## Palmarès
- Vainqueur du Championnat de France de 2e division en 2017 avec l'US Oyonnax.